# Wydział Nauk o Zdrowiu Uniwersytetu Jagiellońskiego
Wydział Nauk o Zdrowiu Uniwersytetu Jagiellońskiego – jeden z piętnastu wydziałów Uniwersytetu Jagiellońskiego, podlegający Collegium Medicum. Jego siedziba znajduje się przy ul. Michałowskiego 12 w Krakowie. 
Na podstawie decyzji Senatu Uniwersytetu Jagiellońskiego z dnia 26 lutego 1997 roku, z dniem 1 października 1997 roku Wydział Pielęgniarski został przekształcony w Wydział Ochrony Zdrowia. Z dniem 1 października 2007 roku zmieniono nazwę Wydziału na Wydział Nauk o Zdrowiu.

## Struktura
- Instytut Fizjoterapii
- Instytut Pielęgniarstwa i Położnictwa
- Instytut Zdrowia Publicznego
- Katedra Fizjologii Wysiłku i Bioenergetyki Mięśni
- Zakład Elektroradiologii
- Zakład Ratownictwa Medycznego

## Kierunki studiów
- Fizjoterapia
- Ratownictwo medyczne
- Pielęgniarstwo
- Położnictwo
- Zdrowie publiczne
- Elektroradiologia
- Zarządzanie w Ochronie Zdrowia

## Władze
W kadencji 2024–2028:
- Dziekan: dr hab. Piotr Pierzchalski, prof. UJ
- Prodziekan ds. rozwoju naukowego: dr hab. Marcin Waligóra, prof. UJ
- Prodziekan ds. studenckich: dr hab. Christoph Sowada, prof. UJ
- Prodziekan ds. dydaktycznych: prof. dr hab. Agnieszka Gniadek